# Виласмундо
Виласмундо је насеље у Италији у округу Сиракуза, региону Сицилија.
Према процени из 2011. у насељу је живело 3008 становника. Насеље се налази на надморској висини од 196 м.